# Expedition 12
L'Expedition 12 è stato il dodicesimo equipaggio della Stazione spaziale internazionale.

## Equipaggio
| Ruolo             | Ottobre 2005 – Aprile 2006              |
| ----------------- | --------------------------------------- |
| Comandante        | William McArthur, NASA Quarto volo      |
| Ingegnere di volo | Valerij Tokarev, Roscosmos Secondo volo |